# Allopterigeron
Allopterigeron là một chi thực vật có hoa trong họ Cúc (Asteraceae).

## Loài
Chi Allopterigeron gồm các loài: